# Kurt Hähling
Kurt Hähling (* 7. November 1897 in Rosengarten, Kreis Angerburg; † 20. Mai 1983 in Finsterwalde) war ein deutscher Generalmajor der Wehrmacht im Zweiten Weltkrieg und  Parteifunktionär der DDR-Blockpartei NDPD.

## Leben
Als Sohn eines Kaufmanns besuchte er die Volksschule und das Realgymnasium.
Hähling trat am 6. August 1914 als Freiwilliger in das 2. Ostpreußische Feldartillerie-Regiment Nr. 52 der Preußischen Armee ein und nahm am Ersten Weltkrieg teil.
Ende Februar 1920 wurde er als Leutnant aus der Vorläufigen Reichswehr entlassen und trat in den Polizeidienst über. Er war bis Dezember 1934 bei der Schutzpolizei in Berlin. Zum 1. Mai 1933 trat Hähling in die NSDAP ein (Mitgliedsnummer 2.074.657). Am 1. Januar 1935 wurde Hähling als Polizei-Hauptmann zur Landespolizei nach Elbing versetzt. Bevor er am 15. Oktober 1935 in das Heer übernommen wurde, absolvierte er im September 1935 einen Ausbildungslehrgang für Artillerieoffiziere an der Artillerieschule Jüterbog. Hähling war zunächst als Hauptmann beim Stab des Artillerieregiments 11, wurde im August 1937 Major und als solcher am 1. April 1938 Kommandeur der III. Abteilung des Artillerieregiments 1 der 1. Infanterie-Division.
In dieser Stellung verblieb er über den Beginn des Zweiten Weltkriegs hinaus bis Januar 1941, unter zwischenzeitlicher Beförderung zum Oberstleutnant am 1. November 1940. Anschließend erhielt Hähling das Kommando über das Artillerieregiment 294, das er auch im Krieg gegen die Sowjetunion führte. Im Juni 1942 wurde er zum Oberst befördert und vom 1. Januar bis 15. Februar mit der Führung der 8. Luftwaffen-Felddivision beauftragt. Nach Verwendungen u. a. als Artilleriekommandeur 108 wurde Hähling im Mai 1944 zum Divisionsführer-Lehrgang kommandiert und vom 30. Juli bis 7. September 1944 mit der Führung der im Raum Warschau eingesetzten 73. Infanterie-Division beauftragt. Anschließend befand Hähling sich in der Führerreserve, wurde am 9. November 1944 zum stellvertretenden Führer der 87. Infanterie-Division ernannt und schließlich am 5. Januar 1945 mit der Führung der 126. Infanterie-Division beauftragt. Mit seiner Beförderung zum Generalmajor wurde Hähling am 30. Januar 1945 Divisionskommandeur. Am 8. Mai 1945 geriet er in Kurland in sowjetische Kriegsgefangenschaft.
Im März 1951 kehrte er in die DDR zurück und wurde Mitglied der NDPD und hauptamtlicher Funktionär der Partei, 1952 stellvertretender Vorsitzender, von 1953 bis September 1960 Vorsitzender des NDPD-Bezirksverbandes Dresden. Gleichzeitig war er von 1953 bis 1963 Mitglied des Hauptausschusses der NDPD und Abgeordneter des Bezirkstages Dresden. Von Mai 1954 bis 1958 war er Mitglied des Nationalrates der Nationalen Front der DDR. Ab 1958 war er zeitweilig Mitglied des Vorstandes der Arbeitsgemeinschaft ehemaliger Offiziere (AeO).

## Auszeichnungen
- Deutsches Kreuz in Gold am 19. Dezember 1941[2]
- Ritterkreuz des Eisernen Kreuzes  am 2. März 1945[2]
- Vaterländischer Verdienstorden in Bronze am 5. Oktober 1955[3]
- Ernst-Moritz-Arndt-Medaille